# Medal jubileuszowy „70-lecia zwycięstwa w Wielkiej Wojnie Ojczyźnianej 1941–1945”
Medal jubileuszowy „70-lecia zwycięstwa w Wielkiej Wojnie Ojczyźnianej 1941–1945” (ros. Юбилейная медаль «70 лет Победы в Великой Отечественной войне 1941—1945 гг.») – jubileuszowy rosyjski medal, ustanowiony 21 grudnia 2013 roku dla uczczenia 70. rocznicy zwycięstwa w wielkiej wojnie ojczyźnianej. Medal przyznawany był między innymi weteranom Sił Zbrojnych ZSRR, partyzantom i członkom podziemia. Medal jest wykonany z tombaku; na jego awersie znajduje się obraz Orderu Wojny Ojczyźnianej i lata 1945–2015, zaś na rewersie znajdują się napis 70 лет Победы в Великой Отечественной войне 1941–1945 (70 lat zwycięstwa w wielkiej wojnie ojczyźnianej) oraz wieniec laurowy.